# Caroline Vignal
Caroline Vignal (* 1970 in Béziers) ist eine französische Drehbuchautorin und Filmregisseurin.

## Leben
Vignal wuchs als Diplomatentochter in Nordafrika auf und legte 1989 am Lycée Français de la Marsa in Tunesien ihr Baccalauréat A2 ab. Sie schloss 1992 an der Sorbonne ihr Studium mit der Licence de Lettres modernes sowie der Licence de Techniques et langage des médias ab. Ab 1993 studierte sie an der La Fémis in der Abteilung Drehbuch und schloss ihr Studium 1996 ab. Ihr Abschlusswerk war das Drehbuch zum Film Les autres filles, das 1997 beendet war.
Vignal gab ihr professionelles Regiedebüt 1998 mit dem Kurzfilm Solène change de tête, für den sie ebenfalls das Drehbuch geschrieben hatte. Der Film um die junge Solène, die sich von Mitschülern die Haare schneiden lässt in der Hoffnung, damit auch ihr Leben zu verändern, lief 1999 im nationalen Wettbewerb des Festival du Court-Métrage de Clermont-Ferrand. Vignals zweiter Kurzfilm Roule ma poule erschien 1999; die Hauptrolle der Fahrlehrerin France wurde von Emmanuelle Devos übernommen. Der Film lief auf zahlreichen Festivals im In- und Ausland, darunter 2000 im nationalen Wettbewerb des Festival du Court-Métrage de Clermont-Ferrand, im offiziellen Wettbewerb des Internationalen Filmfestivals Karlovy Vary und in der Auswahl des New York Film Festivals.
Bereits an der La Fémis hatte Vignal am Drehbuch für ihren ersten Langfilm Les autres filles gearbeitet. Der Film wurde schließlich im Mai 2000 im Rahmen der Semaine de la critique der Internationalen Filmfestspiele von Cannes veröffentlicht. Der Film wurde ein Misserfolg. Vignal wandte sich dem Theater zu und schrieb die Theatersequenz Pink Malibu. Sie wurde 2002 von Bühnenregisseurin Anne-Laure Liégeois mit Sequenzen 26 weiterer Autoren zum Stück Embouteillages zusammengefasst, das in der Grande halle de la Villette in Paris sowie an weiteren Orten aufgeführt wurde. Zwischen 2005 und 2010 schrieb Vignal zudem verschiedene Stücke für den Radiosender France Culture.
Vignal kehrte anschließend zum Film zurück. Für die Fernsehfilme Divorce et fiançailles (2012) und Je vous présente ma femme (2013) schrieb sie das Drehbuch und widmete sich anschließend ihrem zweiten Langfilm Mein Liebhaber, der Esel & Ich. Der Film handelt von Lehrerin Antoinette, die ihrem verheirateten Liebhaber heimlich während seiner Familienferien in den Cevennen folgt, wobei sie vom anhänglichen Esel Patrick begleitet wird. Mein Liebhaber, der Esel & Ich erlebte im Januar 2020 auf dem Festival Rendez-vous du cinéma français à Paris seine Premiere und kam im September 2020 in die französischen Kinos. Vignal erhielt für die Filmkomödie beim César 2021 zwei Nominierungen in den Kategorien Bester Film und Bestes Originaldrehbuch.

## Filmografie
- 1998: Solène change de tête (Kurzfilm, Regie und Drehbuch)
- 1999: Roule ma poule (Kurzfilm, Regie und Drehbuch)
- 2000: Les autres filles (Regie und Drehbuch)
- 2012: Divorce et fiançailles (TV, Drehbuch)
- 2013: Je vous présente ma femme (TV, Drehbuch)
- 2020: Mein Liebhaber, der Esel & Ich (Antoinette dans les Cévennes) (Regie und Drehbuch)

## Auszeichnungen
- 2000: Nominierung Grand Prix Asturias, Internationales Filmfestival von Gijón, für Les autres filles
- 2021: Nominierung Prix Lumières 2021, Bestes Drehbuch, für Mein Liebhaber, der Esel & Ich
- 2021: César-Nominierung, Bester Film und Bestes Original-Drehbuch, für Mein Liebhaber, der Esel & Ich